# تئودور بوسه
تئودور بوسه (به آلمانی: Theodor Busse) (۱۵ دسامبر ۱۸۹۷–۲۱ اکتبر ۱۹۸۶) یک نظامی بلندپایه آلمانی در دوره رایش سوم بود که در طول جنگ جهانی دوم عموماً وظایف ستادی بر عهده داشت.

## زندگی‌نامه
تئودور بوسه روز ۱۵ دسامبر سال ۱۸۹۷ در فرانکفورت آن در اودر زاده شد‌. ماه دسامبر سال ۱۹۱۵ به عنوان دانشجو-افسر وارد نیروی زمینی امپراتوری آلمان گردید. ماه فوریه سال ۱۹۱۷ با دریافت درجه ستوان دومی به هنگ ۱۲ گرندیر منتقل گشت. بوسه پس از جنگ جهانی اول به رایشسور پیوست. ماه ژوئیه سال ۱۹۳۷ با درجه سرگردی افسر عملیات‌های لشکر بیست و دوم پیاده‌نظام شد. در همین جایگاه در ماه فوریه سال ۱۹۳۹ به درجه سرهنگ دومی ترفیع یافت. لشکر او در نبرد لهستان در جایگاه ذخیره قرار داشت اما نقش بسیار پررنگ‌تری در نبرد هلند در ماه مه سال ۱۹۴۰ ایفا نمود. با وجود عملکردی مناسب، بوسه با نوشتن گزارشی تند در انتقاد از عملکرد لوفت‌وافه موجبات ناخرسندی سپهبد فرانتس هالدر، رییس ستاد کل نیروی زمینی از خود را فراهم آورد. احتمالا به همین جهت از خیل ترفیع درجات و دریافت نشان‌ها پس از نبرد فرانسه محروم ماند.
بوسه ماه سپتامبر سال ۱۹۴۰ به عنوان افسر عملیات‌های ارتش یازدهم منصوب گشت. هنگامی که به این یگان پیوست هنوز هیچ برنامه‌ای برای مشارکت آن در عملیات بارباروسا وجود نداشت. با این حال که به حزب ناسیونال سوسیالیست کارگران نپیوسته بود اما از رهبری آدولف هیتلر پشتیبانی می‌کرد. این مسئله موجب علاقه ارتشبد اویگن ریتر فن شوبرت، فرمانده ارتش یازدهم که خود از اعضای پایبند حزب بود، به او شد. با انتقال ارتش دوازدهم به بالکان، قرارگاه ارتش یازدهم جهت رهبری نیروهای آلمانی در رومانی راهی آن‌جا شد. روز ۱۲ سپتامبر سال ۱۹۴۱ فن شوبرت در یک سانحه هوایی کشته شد تا سپهبد اریش فن مانشتاین جای او را بگیرد. بوسه در نبرد کریمه و سپس در گروه ارتش دن در نبرد استالینگراد افسر عملیات‌های فن مانشتاین بود. ماه مارس سال ۱۹۴۳ توسط فن مانشتاین به ریاست ستاد گروه ارتش دن برگزیده گردید. در جریان نبرد کورسک، نبرد دنیپر و نبرد کورسون–چرکاسی و در نهایت هنگام به محاصره درآمدن ارتش یکم زرهی در اوایل سال ۱۹۴۴، در این جایگاه قرار داشت. خوش‌بینی بیش از حد بوسه نسبت به امور یکی از دلایل بی‌اعتمادی دیگران به او شده بود. رابطه نزدیک او با ویلهلم بورگدورف این وضعیت را تشدید می‌کرد. بوسه به شکل فعالانه از فشار آوردن نیروی زمینی بر هیتلر مبنی بر انتصاب فن مانشتاین یا گرت فن روندشتت به عنوان فرمانده کل جبهه شرقی پشتیبانی می‌نمود.
بوسه ماه ژانویه سال ۱۹۴۴ نشان صلیب شوالیه صلیب آهنین را جهت عملکردش به عنوان رئیس ستاد گروه ارتش جنوب دریافت کرد. پس از عزل فن مانشتاین در ماه مارس و نشستن ارتشبد والتر مدل به جای او، بوسه همچنان در این جایگاه باقی ماند. روز ۲۰ ژوئیه دقیقا همان روزی که هیتلر از اقدام به ترور جان به در برد، به فرماندهی لشکر صد و بیست و یکم پیاده‌نظام منصوب گردید. پاکسازی پس از کودتای ۲۰ ژوئیه، شرایط بسیار خوبی جهت پیشرفت برای بوسه به عنوان افسری کاملا وفادار و غیر سیاسی ایجاد نمود. بدین ترتیب کمتر از دو هفته بعد به فرماندهی سپاه ۱ در گروه ارتش شمال رسید و شش ماه پس از آن فرماندهی ارتش نهم در دفاع از برلین را دریافت کرد.
بوسه می‌پنداشت اگر بتواند به مدت کافی خط دفاعی رود اودر را حفظ کند، آمریکایی‌ها برلین را تصرف نموده و بیشتر آلمان را از اشغال شوروی رهایی خواهند بخشید. وقتی چنین قصدی محقق نشد سعی کرد تا جای ممکن حرکت پناهجویان را پوشش دهد و سپس یگان خود را به ارتش دوازدهم در غرب متصل کند. در مجموع این درگیری‌ها قریب به ۴۰ هزار نفر از توان اولیه ۲۰۰ هزار نفری ارتش نهم باقی ماند. عمل به چنین اقداماتی نیازمند نادیده گرفتن و سرپیچی کردن از فرامین هیتلر، فرماندهی عالی نیروی زمینی و فرماندهی گروه ارتش بود. حمایت بورگدورف، پشتیبانی بی‌دریغ هاینتس گودریان، رییس ستاد کل نیروی زمینی و توانایی در برقراری رابطه‌ای غیر رسمی با یوزف گوبلس، سبب شد به مدت کافی در این جایگاه باقی بماند و مقاصد خود را عملی سازد.